# Велика Іжмора
Велика Іжмо́ра (рос. Большая Ижмора) — село у складі Земетчинського району Пензенської області, Росія.
Населення — 960 осіб (2010; 1198 у 2002).
Національний склад станом на 2002 рік:
- росіяни — 99 %